# Cofradía Penitencial de Nuestro Padre Jesús Nazareno de Palencia

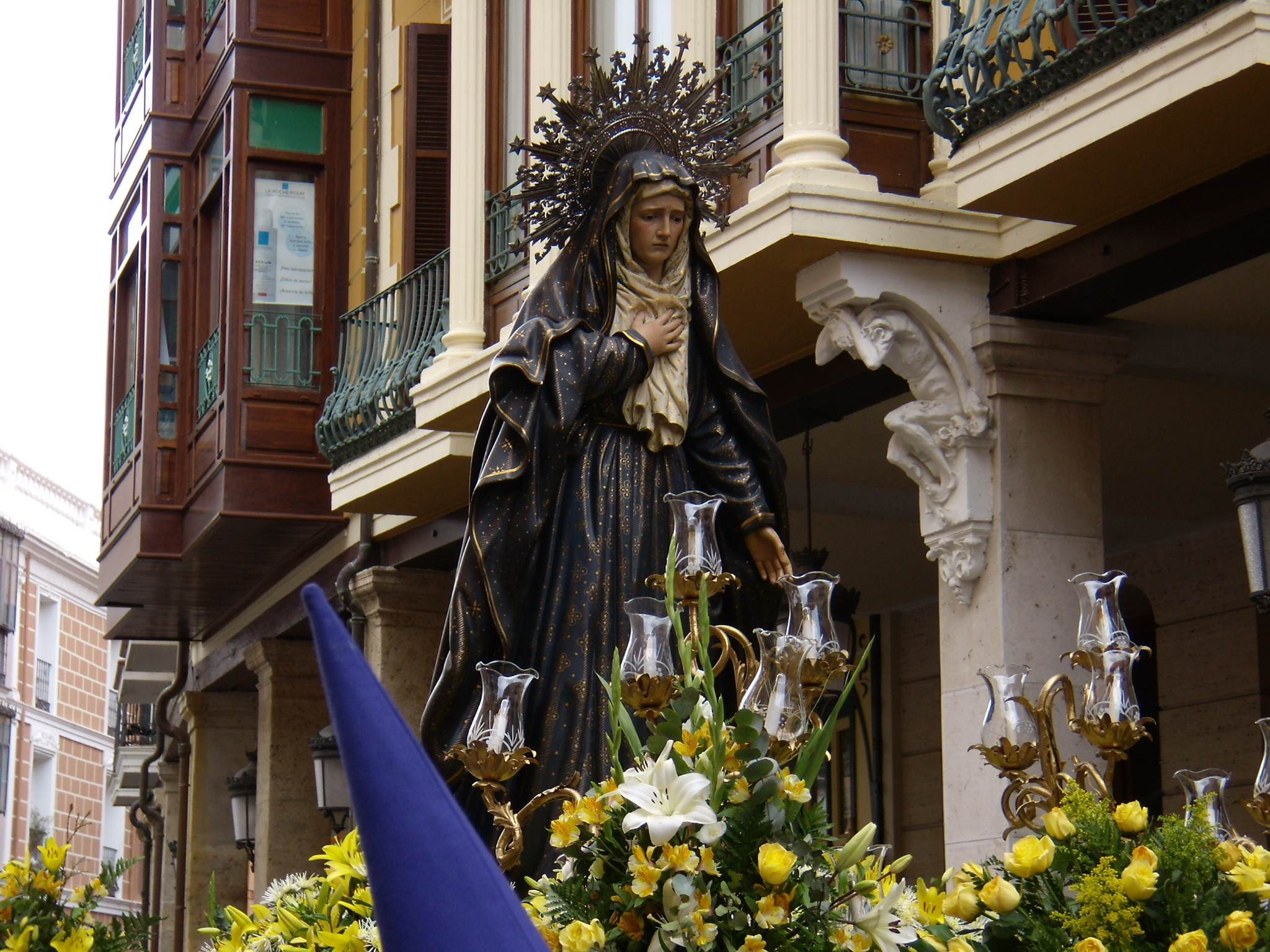
Nuestra Madre la Virgen de la Amargura. Víctor de los Ríos, 1955. Uno de los tres pasos titulares de la cofradía.

La Cofradía Penitencial de Nuestro Padre Jesús Nazareno y Nuestra Madre la Virgen de la Amargura es una de las nueve hermandades que participan en la Semana Santa en Palencia. 

## Historia
La cofradía, que recientemente ha celebrado su IV centenario, fue fundada el 26 de diciembre del año 1604. En sus inicios la cofradía sufría falta de hermanos cosa que no refleja en absoluto la actualidad ya que hoy día es la que más tiene. Ya desde sus orígenes la cofradía mostró gran tolerancia al permitir pertenecer a la misma a gentes de toda condición. En 1614 se adquiere la Erección de la Cruz, su paso más antiguo en la actualidad. Ese mismo año se cambia el hábito negro por el morado que tienen hoy día. Posteriormente obtuvieron La Verónica y Longinos en cuyos autores se inspiraron en las tallas homónimas vallisoletanas. Posiblemente al percatarse de que no tenían paso titular en 1717 se le encargó a Tomás de la Sierra la talla de Jesús Nazareno acompañado por el Cirineo, ambas tallas de vestir siguiendo la moda de la imaginería del siglo XVIII. 
La crisis que las cofradías sufrieron en el siglo XVIII hizo descender el número de cofrades y propició que los tres primeros pasos tuvieran que llevarse en carroza rodada. Superada la crisis en el siglo XIX se decidió que la talla de Jesús Nazareno fuera portada exclusivamente por hermanos descalzos, costumbre que se mantiene hoy día.
Ya en el siglo XX se pensó encargar una talla de María labor que fue encomendada a Víctor de los Ríos. Fue tal el impacto de fervor que producía contemplar a esa virgen provocó el cambio de nombre de la cofradía que añadió a su nombre original la coletilla de: "y Nuestra Madre la Virgen de la Amargura". El resultado fue tan grato para la cofradía que encargaron al mismo escultor y ese mismo año la sustitución de la talla titular de Tomás de la Sierra. El resultado también fue superior a lo esperado pero el cariño hacia la antigua talla evitó su sustitución. No obstante para eliminar el parecido entre ambas esculturas (como ocurriera con las vírgenes del Santo Sepulcro) se decidió retirar el Cirineo a la antigua talla de Jesús Nazareno. Es por esto que la cofradía tiene aún hoy, tres pasos titulares (los dos Nazarenos deben portarse solo por hermanos descalzos). Desde entonces los pasos no han sufrido más cambios que las restauraciones de las tres tallas antiguas a lo largo del siglo XXI y la sustitución de la antigua carroza de la imagen mariana por unas grandes andas plateadas.
En la actualidad la cofradía cuenta con una amplia banda, seis pasos y dos procesiones a su cargo más la colaboración en la procesión del Prendimiento. Se trata de la hermandad más numerosa con casi 1500 hermanos.
Es Hermana Mayor Honoraria de la cofradía la Guardia Civil cuya banda de música acompaña cada año a su imagen titular de Jesús con el Cirineo.
El domingo 2 de abril de 2017 se concedió por parte de la corporación municipal, la Medalla de Oro de la Ciudad de Palencia.

## Hábito
Los nazarenos disponen del hábito más sencillo: Tienen una túnica morada con galones dorados y con su escudo JHS pegado en el pecho. Tienen un capillo morado con el escudo y de su cuello cuelga un cordón amarillo con borlas que representa la cuerda atada al cuello de Jesús Nazareno.
No llevan guantes pero sí manguitos morados.
Llevan varas metálicas con el emblema "JHS" en la parte alta.

## Pasos de la cofradía
- La Erección de la Cruz: tallado por Lucas Sanz de Torrecilla con ayuda de su esposa Isabel en 1612 siendo por tanto el paso más antiguo de la cofradía. El paso barroco presenta las características propias de la imaginería castellana. La imagen de Jesús centra el grupo escultórico, está representado ya clavado en la cruz en el momento de ser elevado por dos sayones con sendas cuerdas. Uno aparece con un teatral gesto de amargura lo que hace pensar que estaba arrepentido, el otro sayón mira a Jesús despiadadamente al igual que el que se encuentra detrás de la cruz que está colocando una escalera para erigirla más fácilmente.Erección de la Cruz en la procesión de los Pasos.

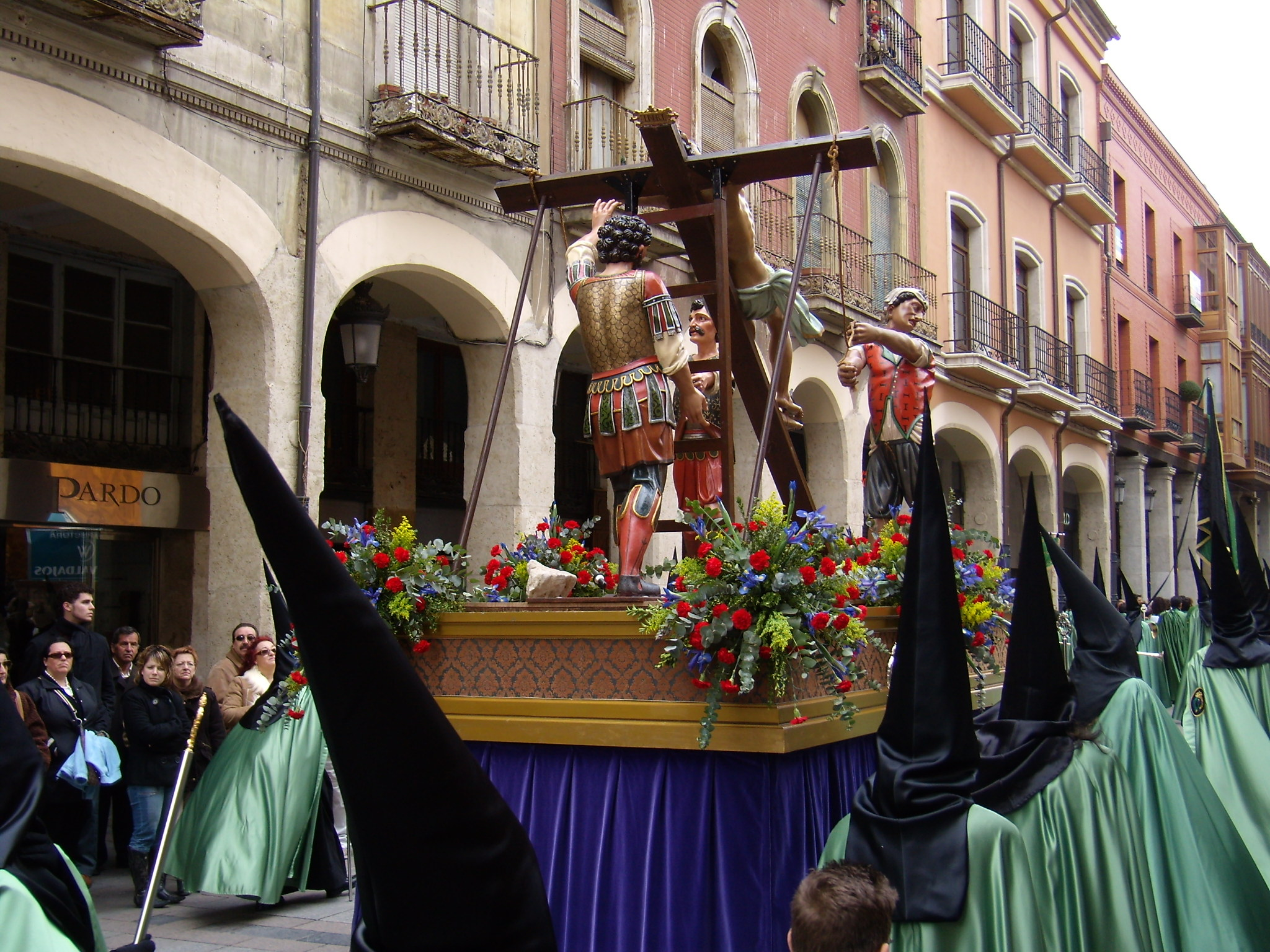
Erección de la Cruz en la procesión de los Pasos.

- Longinos o la Lanzada: Obra realizada por José de Rozas y Antonio Vázquez, es uno de los pasos de la Semana Santa con mayor número de tallas (cuenta con un total de siete) a saber: Jesucristo, ya muerto y con la lanzada recién recibida con una expresión serena y sin apenas signos del calvario. A sus pies aparecen María y San Juan de manera simétrica con la cruz de eje y con las vestimentas a la inversa: la Virgen lleva un traje rosa con un paño azul y Juan al contrario. Ambos poseen un rostro que refleja dolor; Justo detrás de María aparece un sayón. En el centro del paso se encuentra Longinos a caballo con la lanza aún levantada dando la impresión de haberla hendido en el costado de Jesús en ese momento, a su derecha e izquierda hay dos sayones con sendas lanzas en alto que aportan majestuosidad y más teatralidad al paso. Longinos.

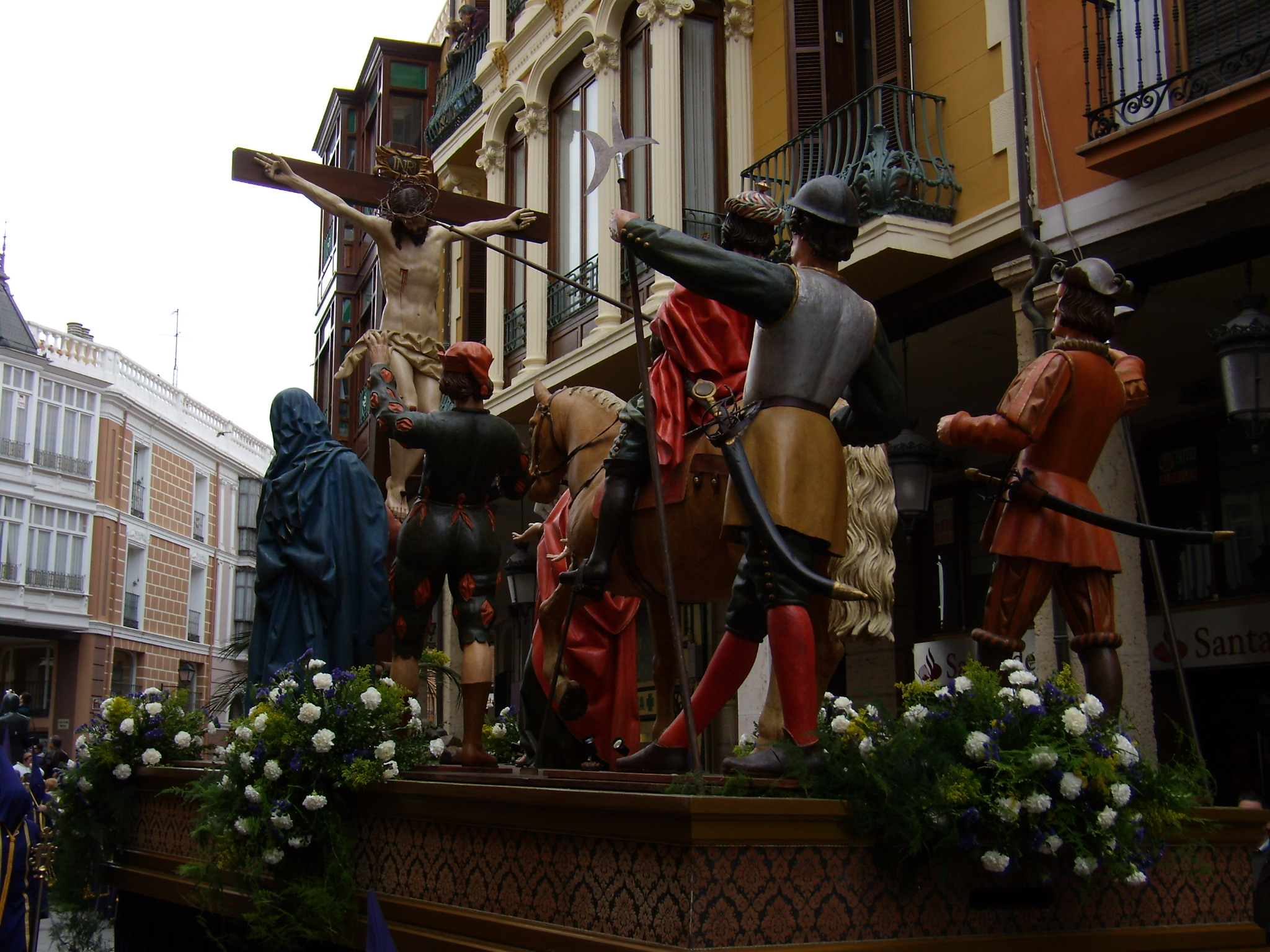
Longinos.

- La Verónica: Conjunto escultórico del siglo XVII tallado por José de Rozas, Antonio Vázquez y Bernardo López de Frías claramente inspirados en la obra vallisoletana. La Verónica y la imagen de Jesús aparecen idealizadas, con rostros jóvenes, hermosos y con un gesto de dolor contenido. El segundo carga una larga cruz rodeada por tres figuras (sin contar con la de "La Verónica"). Estas tres tallas contrastan por su actitud y factura con las dos anteriores, aparecen patetizadas. Una de ellas es un sayón, colocado en la parte delantera, lleva una trompeta en una mano y una soga en la otra que va atada al cuello de Jesús. La segunda figura es otro sayón de aspecto terrorífico que sostiene un garrote en actitud de golpear a Jesús por la espalda. En la parte trasera aparece el Cirineo en actitud aparentemente impasible. El paño de la Verónica ha sido recientemente repuesto, hecho en bolillos.

- Nuestro Padre Jesús Nazareno: Paso de vestir con pelo natural de marcado patetismo. Fue tallado por Tomás de la Sierra en 1717. En origen constaba de la talla de Jesús junto con un Cirineo, que fue guardado el año de la compra de "Jesús el Nuevo", para no procesionar dos pasos en similares condiciones. Se le conoce cariñosamente como "el Viejo" o "el Abuelo". Lleva un elegante y sobrio traje morado bordado en los extremos en oro y con un cíngulo dorado ceñido a la cintura. La cruz que carga es bastante grande y gruesa y se encuentra profusamente decorada con relieves pero sin policromía evitando un barroquismo excesivo. La gran carroza que lo sustenta está decorada con frases bíblicas y es cargada por cofrades que deben ir sin ningún tipo de calzado.

- Nuestro Padre Jesús Nazareno con el Cirineo: Escultura en madera de roble tallada en 1955 por el escultor Víctor de los Ríos. Es una de las tallas más apreciadas ya no sólo dentro de la Cofradía sino en toda la Semana Santa. Jesús, de rostro hermoso y dolorido y cuerpo idealizado lleva una cruz de madera cuarteada sostenida en su parte trasera por el Cirineo que aparece con un gesto sereno en contraste con la cara del Nazareno. Ambas son tallas de vestir y son portadas a hombros por cofrades que al igual que con el Nazareno "Viejo" deben ir descalzos obligatoriamente. La carroza en la que es llevado dispone de una gran peana de colores verdeazulados rematada en oro que se asienta sobre una plataforma de madera cuyos cantos van forrados con tela morada y sostenidos por entramados metálicos dorados que representan diferentes momentos de la Pasión.

- Nuestra Madre la Virgen de la Amargura: Escultura tallada por Víctor de los Ríos en 1955 también. Es una de las tallas más veneradas de María dentro de la Semana Santa. Presenta un rostro que refleja profundo dolor pero la apariencia sosegada de su postura y en especial de sus manos le otorgan un aspecto muy delicado. Va vestida con un traje negro tallado con estampados en oro y con un velo blanco punteado sobre el que aparece otro velo del mismo color que el traje. En el año 2009 estrenó unas andas[7] ricamente decoradas con relieves plateados portadas por más de 60 cofrades que ensalzaban notablemente la imagen.

## Procesiones a su cargo
- Procesión del Prendimiento: Martes Santo-20:00 (Esta procesión está organizada en conjunto con la Archicofradía de Jesús de Medinaceli)
- Procesión de Silencio y Penitencia: Viernes Santo-01:00
- Procesión de los Pasos: Viernes Santo-11:00

## Fiestas y cultos que celebra

### Fiesta de la Inmaculada Concepción
Desde el 8 de diciembre de 1615, cada 8 de diciembre, el Hermano Mayor renueva ante el Santísimo Sacramento expuesto en el altar de la capilla de la cofradía el voto de sangre concepcionista.